# Хабаровка (Республика Алтай)
Хабаровка (алт. Улегем) — село в Онгудайском районе Республики Алтай России. Административный центр Хабаровского сельского поселения.

## География
Расположено в горно-степной зоне центральной части Республики Алтай и находится у реки Малый Ильгумень.
Уличная сеть состоит из четырёх географических объектов: ул. Набережная, ул. Северная, ул. Центральная, ул. Южная.
Абсолютная высота 986 метров выше уровня моря
.

## Население
| 2010 | 2011 | 2012 | 2013 | 2014 | 2015 |
| ---- | ---- | ---- | ---- | ---- | ---- |
| 305  | ↘304 | ↘288 | ↘279 | ↘277 | ↘276 |
| 2016 |      |      |      |      |      |
| ↘274 |      |      |      |      |      |

Национальный состав
Согласно результатам переписи 2002 года, в национальной структуре населения алтайцы составляли 93 % от общей численности населения в 353 жителей

## Известные жители
В урочище Улегем близ села в учительской семье родился Шатра Пепишевич Шатинов (5 сентября 1938 — 11 ноября 2009), народный писатель Республики Алтай. Член Союза писателей Российской Федерации.

## Инфраструктура
МБОУ «Хабаровская основная общеобразовательная школа им. Бабакова М. К.»
Почтовое отделение ХАБАРОВКА (Центральная ул, 24)
Администрация сельского поселения.

## Транспорт
Село стоит по федеральной автомобильной трассе Р-256 «Чуйский тракт». Остановка общественного транспорта «Хабаровка».